# Gourmet TV
Gourmet TV est une chaîne de télévision spécialisée autour de la cuisine et de la gastronomie. Créée le 20 mars 2002,, la chaîne cesse d'émettre en avril 2005 à cause de problèmes financiers.

## Histoire de la chaîne
Créée par Guy Job et Joël Robuchon le 20 mars 2002, elle a eu un principal concurrent : Cuisine.TV, créée la même année par la société RF2K. 
Finalement, Gourmet TV disparaît après trois ans d'existence, le 1er avril 2005, faute de financement.

## Identité visuelle

### Logo

Logo de Gourmet TV du 20 mars 2002 au 1er avril 2005.

### Slogan
- De 2002 à 2005 : « La chaîne qui vous donne de l'appétit. »

## Programmes
La chaîne est notamment reconnue pour avoir réalisé et diffusé l'émission Bon appétit bien sûr, qui est également diffusé sur France 3 de 2000 à 2009.
Babette a eu son émission nommée La Cuisine de Babette.

## Diffusion
- Canalsat
- Réseaux câblés dont Noos
- TPS